# Lijst van onroerend erfgoed in Antwerpen
Een overzicht van het onroerend erfgoed in de stad Antwerpen. Het onroerend erfgoed maakt deel uit van het cultureel erfgoed in België.

## District Antwerpen
Het onroerend erfgoed is gerangschikt per administratieve wijk.
- Lijst van onroerend erfgoed in Antwerpen/Antwerpen-Noord
- Lijst van onroerend erfgoed in Antwerpen/Brederode
- Lijst van onroerend erfgoed in Antwerpen/Centraal Station
- Lijst van onroerend erfgoed in Antwerpen/Dam
- Lijst van onroerend erfgoed in Antwerpen/Eilandje
- Lijst van onroerend erfgoed in Antwerpen/Haringrode
- Lijst van onroerend erfgoed in Antwerpen/Harmonie
- Lijst van onroerend erfgoed in Antwerpen/Havengebied
- Lijst van onroerend erfgoed in Antwerpen/Historisch Centrum
  - Lijst van onroerend erfgoed in Antwerpen/Historisch Centrum/Antwerpen Kern - Oude Stad
  - Lijst van onroerend erfgoed in Antwerpen/Historisch Centrum/Hoogstraat
  - Lijst van onroerend erfgoed in Antwerpen/Historisch Centrum/Groenplaats
- Lijst van onroerend erfgoed in Antwerpen/Kiel
- Lijst van onroerend erfgoed in Antwerpen/Linkeroever
- Lijst van onroerend erfgoed in Antwerpen/Luchtbal-Rozemaai-Schoonbroek
- Lijst van onroerend erfgoed in Antwerpen/Markgrave
- Lijst van onroerend erfgoed in Antwerpen/Meirwijk
- Lijst van onroerend erfgoed in Antwerpen/Middelheim
- Lijst van onroerend erfgoed in Antwerpen/Schipperskwartier
- Lijst van onroerend erfgoed in Antwerpen/Sint-Andries
- Lijst van onroerend erfgoed in Antwerpen/Stadspark
- Lijst van onroerend erfgoed in Antwerpen/Tentoonstellingswijk
- Lijst van onroerend erfgoed in Antwerpen/Theaterbuurt
- Lijst van onroerend erfgoed in Antwerpen/Universiteitsbuurt
- Lijst van onroerend erfgoed in Antwerpen/Zuid
- Lijst van onroerend erfgoed in Antwerpen/Zurenborg

## Overige districten
Het onroerend erfgoed is gerangschikt per district.
- Lijst van onroerend erfgoed in Berchem
- Lijst van onroerend erfgoed in Berendrecht-Zandvliet-Lillo
- Lijst van onroerend erfgoed in Borgerhout
- Lijst van onroerend erfgoed in Deurne (Antwerpen)
- Lijst van onroerend erfgoed in Ekeren
- Lijst van onroerend erfgoed in Hoboken
- Lijst van onroerend erfgoed in Merksem
- Lijst van onroerend erfgoed in Wilrijk